# Helene-Lange-Gymnasium Fürth
Das Helene-Lange-Gymnasium ist ein naturwissenschaftlich-technologisches, wirtschafts- und sozialwissenschaftliches und sprachliches Gymnasium im mittelfränkischen Fürth. Es ist nach der Frauenrechtlerin Helene Lange benannt.

## Geschichte
Die Schule wurde 1907 als Mädchenlyzeum gegründet.

## Besonderheiten
An der Seminarschule werden in den Fächern Biologie, Chemie, Kunsterziehung, Sozialkunde, Englisch, Psychologie, Mathematik und Physik Studienreferendare ausgebildet. Die Schule nimmt an Schule ohne Rassismus – Schule mit Courage teil. Sie ist Partnerschule von Siemens sowie der SpVgg Greuther Fürth.

## Ehemalige Schülerinnen und Schüler
(Geburtsjahrgang)
- Senta Punfud (1912–2007), israelische Politikerin
- Renate Schmidt (1943), deutsche Politikerin
- Gabriele Pauli (1957), deutsche Politikerin
- Thomas Jung (1961), deutscher Politiker
- Petra Guttenberger (1962), deutsche Politikerin
- Timur Vermes (1967), deutscher Schriftsteller und Journalist
- Kelly Svirakova (1993), Webvideoproduzentin und Vloggerin